# Vice-presidente do Cazaquistão
O vice-presidente da República do Cazaquistão foi uma posição que existiu de 1991 a 1996 no Cazaquistão. A primeira e única pessoa que ocupou tal posição foi Erik Asanbayev, desde a proclamação da independência em 16 de dezembro de 1991 até 22 de fevereiro de 1996.

## Surgimento do cargo
O cargo de vice-presidente da RSS Cazaque foi introduzido simultaneamente com o cargo de presidente de acordo com a Lei da RSS Cazaque de 24 de abril de 1990 "Sobre o Estabelecimento do Cargo de Presidente da RSS Cazaque e Emendas e Adições à Constituição (Lei Básica) da RSS Cazaque". Segundo ele:

- O vice-presidente da RSS Cazaque desempenha certas de suas funções pela autoridade do Presidente da RSS Cazaque e substitui o Presidente em caso de sua ausência ou incapacidade de desempenhar suas funções.
- Se o Presidente da RSS Cazaque por uma razão ou outra não puder desempenhar suas funções, até a eleição de um novo Presidente da RSS Cazaque, seus poderes serão transferidos para o Vice-presidente da RSS Cazaque, e se isso não for possível, ao Presidente do Conselho Supremo da RSS Cazaque.
- O vice-presidente da RSS Cazaque é eleito pela primeira vez pelo Conselho Supremo da RSS Cazaque por um período de seis anos.

Para o cargo, o Conselho Supremo elegeu Sergey Tereshchenko, que anteriormente havia ocupado o cargo de primeiro vice-presidente do Conselho Supremo. Serviu de 24 de abril a 13 de maio de 1990.
Em 13 de maio, Serhiy Tereshchenko foi nomeado primeiro secretário do Comitê Regional Shymkent do PCC, e o cargo de vice-presidente ficou vago.
Em 20 de novembro de 1990, o Conselho Supremo aprovou a Lei "Sobre melhorar a Estrutura do Poder e Administração do Estado na RSS Cazaque e fazer alterações e adições à Constituição (Lei Básica) da RSS Cazaque", segundo a qual o cargo de vice-presidente da RSS Cazaque foi introduzido.
Em 1 de dezembro de 1991, nas eleições presidenciais, Erik Asanbayev, que anteriormente havia ocupado o cargo de Presidente do Conselho Supremo, foi eleito para o cargo de vice-presidente.
Desde 10 de dezembro, o cargo é renomeado para vice-presidente da República do Cazaquistão. Após 6 dias, a independência da república soviética foi proclamada.
De acordo com as alterações à Constituição da RSS Cazaque de 2 de julho de 1992, o Presidente da República do Cazaquistão e o Vice-presidente da República do Cazaquistão são eleitos pelos cidadãos da República do Cazaquistão com base em sufrágio universal, igual e direto por votação secreta por um mandato de cinco anos. A candidatura ao cargo de vice-presidente da República do Cazaquistão é proposta pelo candidato a presidente da República do Cazaquistão.

## Lista de vice-presidentes
| Nº                                     | Vice-presidente                        | Vice-presidente                        | Início do mandato                      | Fim do mandato                         | Presidente                             |
| República Socialista Soviética Cazaque | República Socialista Soviética Cazaque | República Socialista Soviética Cazaque | República Socialista Soviética Cazaque | República Socialista Soviética Cazaque | República Socialista Soviética Cazaque |
| -------------------------------------- | -------------------------------------- | -------------------------------------- | -------------------------------------- | -------------------------------------- | -------------------------------------- |
| 1                                      | Sergey Tereshchenko                    |                                        | 24 de abril de 1990                    | 13 de maio de 1990                     | Nursultan Nazarbayev                   |
| Vago                                   |                                        |                                        |                                        |                                        | Nursultan Nazarbayev                   |
| 2                                      | Erik Asanbayev                         |                                        | 16 de outubro de 1991                  | 16 de dezembro de 1991                 | Nursultan Nazarbayev                   |
| República do Cazaquistão               |                                        |                                        |                                        |                                        |                                        |
| 1                                      | Erik Asanbayev                         |                                        | 16 de dezembro de 1991                 | 22 de fevereiro de 1996                | Nursultan Nazarbayev                   |